# Gina Gershon
Gina L. Gershon (Los Angeles, 10 giugno 1962) è un'attrice statunitense.

## Biografia
Figlia di Stan Gershon e Mickey Koppel, è nata a Los Angeles dove ha frequentato la Beverly Hills High School, assieme a Lenny Kravitz, del quale è rimasta molto amica. Parteciperà anche alle riprese del video del singolo Again dello stesso Kravitz interpretando la fidanzata del cantante e nel film House of Versace, dove interpreta Donatella Versace, in una scena lo cita.
Dopo aver debuttato nel 1986 in Bella in rosa con Molly Ringwald, si afferma come icona gay grazie al ruolo in Showgirls di Paul Verhoeven e a quello della lesbica butch in Bound - Torbido inganno delle sorelle Wachowski. Successivamente ha partecipato a film come Face/Off - Due facce di un assassino, Insider - Dietro la verità e Driven, prendendo parte anche ad alcuni episodi di Melrose Place e Ugly Betty, dove interpreta la bizzarra Fabia. Nel 2003 è apparsa nel ruolo di protagonista nel film musicale Prey for Rock & Roll, diretto da Alex Steyermark e prodotto dalla stessa attrice.
È stata inoltre protagonista della serie Spie, ha avuto la parte della moglie (di facciata) del criminale georgiano Viktor Rosta in Danko, ha suonato lo scacciapensieri nel brano degli Scissor Sisters I Can't Decide, incluso nel loro album Ta-Dah, e ha prestato la voce a Catwoman nella serie animata The Batman.

## Filmografia

### Attrice

#### Cinema
- Bella in rosa (Pretty In Pink), regia di Howard Deutch (1986)
- Danko (Red Heat), regia di Walter Hill (1988)
- Cocktail, regia di Roger Donaldson (1988)
- Calda emozione (White Palace), regia di Luis Mandoki (1990)
- La città della speranza (City of Hope), regia di John Sayles (1991)
- Giustizia a tutti i costi (Out for Justice), regia di John Flynn (1991)
- I protagonisti (The Player), regia di Robert Altman (1992)
- Occhi sul delitto (Flinch), regia di George Erschbamer (1994)
- Showgirls, regia di Paul Verhoeven (1995)
- Lotta estrema (Best of the Best 3), regia di Phillip Rhee (1995)
- Bound - Torbido inganno (Bound), regia di Larry e Andy Wachowski (1996)
- Face/Off - Due facce di un assassino (Face/Off), regia di John Woo (1997)
- Palmetto - Un torbido inganno (Palmetto), regia di Volker Schlöndorff (1998)
- Lulu on the Bridge, regia di Paul Auster (1998)
- Poliziotto speciale (One Tough Cop), regia di Bruno Barreto (1998)
- Insider - Dietro la verità (The Insider), regia di Michael Mann (1999)
- Driven, regia di Renny Harlin (2001)
- Sola nella trappola (Picture Claire), regia di Bruce McDonald (2001)
- Demonlover, regia di Olivier Assayas (2002)
- Prey for Rock & Roll, regia di Alex Steyermark (2003)
- 3-Way (Three Way), regia di Scott Ziehl (2004)
- Un sogno troppo grande (Dreamland), regia di Jason Matzner (2006)
- Il diario di Jack (Man About Town), regia di Mike Binder (2006)
- Che bel pasticcio (Kettle of Fish), regia di Claudia Myers (2006)
- Delirious - Tutto è possibile (Delirious), regia di Tom DiCillo (2006)
- What Love Is, regia di Mars Callahan (2007)
- P.S. I Love You, regia di Richard LaGravenese (2007)
- Just Business, regia di Jonathan Dueck (2008)
- Love Ranch, regia di Taylor Hackford (2009)
- Across the Line, regia di R. Ellis Frazier (2010)
- Killer Joe, regia di William Friedkin (2011)
- LOL - Pazza del mio migliore amico (LOL), regia di Lisa Azuelos (2012)
- Dealin' With Idiots, regia di Jeff Garlin (2013)
- Mall, regia di Joe Hahn (2014)
- Estate a Staten Island (Staten Island Summer), regia di Rhys Thomas (2015)
- 11 settembre: Senza scampo (9/11), regia di Martin Guigui (2017)
- Patto d'amore (Permission), regia di Brian Crano (2017)
- Inconceivable, regia di Jonathan Baker (2017)
- Giù le mani dalle nostre figlie (Blockers), regia di Kay Cannon (2018)
- The Little Mermaid, regia di Chris Bouchard e Blake Harris (2018)
- Rifkin's Festival, regia di Woody Allen (2020)
- Thanksgiving, regia di Eli Roth (2023)
- Borderlands, regia di Eli Roth (2024)

#### Televisione
- Ai confini della realtà (The Twilight Zone) – serie TV, episodio 2x10 (1987)
- Monsters – serie TV, episodio 2x07 (1989)
- Cop Rock – serie TV, episodio 1x05 (1990)
- Melrose Place – serie TV, episodi 2x09-2x11-2x12 (1993)
- The Untouchables – serie TV, episodio 2x11 (1994)
- Ellen – serie TV, episodio 4x22 (1997) – non accreditata
- Indiziata di omicidio (Black and White), regia di Yuri Zeltser – film TV (1999)
- Spie (Snoops) – serie TV, 13 episodi (1999-2000)
- Borderline - Ossessione d'amore (Borderline), regia di Evelyn Purcell – film TV (2002)
- Just Shoot Me! – serie TV, episodi 7x05-7x18 (2002-2003)
- The Practice - Professione avvocati (The Practice) – serie TV, episodio 8x19 (2004)
- Kevin Hill – serie TV, episodio 1x02 (2004)
- Curb Your Enthusiasm – serie TV, episodi 4x09-6x02 (2004-2007)
- Crossing Jordan – serie TV, episodio 4x19 (2005)
- S.O.S. - La natura si scatena (Category 7: The End of the World), regia di Dick Lowry – film TV (2005)
- Ugly Betty – serie TV, episodi 1x01-1x14-1x23 (2006-2007)
- Psych – serie TV, episodio 2x01 (2007)
- Rescue Me – serie TV, 9 episodi (2007-2009)
- Life on Mars – serie TV, episodio 1x14 (2009)
- Numb3rs – serie TV, episodio 5x18 (2009)
- Eastbound & Down – serie TV, episodio 1x05 (2009)
- Everything She Ever Wanted – miniserie TV, 2 episodi (2009)
- Glory Daze – serie TV, episodio 1x07 (2010)
- How to Make It in America – serie TV, 7 episodi (2011)
- Maron – serie TV, episodio 1x05 (2013)
- Wilfred – serie TV, episodio 3x03 (2013)
- Nel labirinto del serial killer (Hunt for the Labyrinth Killer), regia di Hanelle M. Culpepper – film TV (2013)
- House of Versace, regia di Sara Sugarman – film TV (2013)
- Anger Management – serie TV, episodio 2x43 (2013)
- Cleaners – serie TV, 17 episodi (2013-2014)
- Community – serie TV, episodio 5x09 (2014) – non accreditata
- Elementary – serie TV, episodi 3x01-3x14 (2015)
- Glee – serie TV, episodio 6x08 (2015)
- Red Oaks – serie TV, 15 episodi (2015-2017)
- Z Nation – serie TV, episodi 2x12-2x13-2x15 (2015)
- Empire – serie TV, episodio 3x08 (2016)
- Crashing – serie TV, episodio 1x02 (2017)
- Brooklyn Nine-Nine – serie TV, 4 episodi (2017)
- Younger – serie TV, episodio 5x06 (2018)
- Riverdale – serie TV, 8 episodi (2018-2019)
- Loafy – serie TV, 5 episodi (2020)
- New Amsterdam – serie TV (2020-in corso)
- Chucky – serie TV, episodio 2x04 (2022)
- Elsbeth – serie TV, episodio 1x6 (2024)

### Doppiatrice
- Tripping the Rift – serie animata, 13 episodi (2004)
- The Batman – serie animata, 5 episodi (2004-2007)
- I Griffin (Family Guy) – serie animata, episodio 4x03 (2005)
- Lost in Oz – serie animata, 10 episodi (2017-2018)
- Scarpette rosse e i sette nani (Red Shoes and the Seven Dwarfs), regia di Sung-ho Hong (2019)
- Doom: The Dark Ages - Videogioco (2025)

## Doppiatrici italiane
Nelle versioni in italiano delle opere in cui ha recitato, Gina Gershon è stata doppiata da:
- Cristiana Lionello in Danko, Face/Off - Due facce di un assassino, Insider - Dietro la verità, Prey for Rock & Roll, 11 settembre: Senza scampo, Rifkin’s Festival, Cash Out 2
- Francesca Fiorentini in S.O.S. - La natura si scatena, How to Make It in America, Psych, Riverdale, I crimini di Emily
- Barbara Castracane in Showgirls, Bound - Torbido inganno, P.S. I Love You, Inconceivable
- Alessandra Cassioli in Poliziotto speciale, LOL - Pazza del mio migliore amico, Z Nation, Elementary
- Pinella Dragani in Borderline - Ossessione d'amore, Che bel pasticcio, Psych
- Roberta Greganti in Un sogno troppo grande, Il diario di Jack, Breathless
- Antonella Rinaldi in Cocktail
- Sonia Mazza in Spie
- Francesca Guadagno in Driven
- Antonella Giannini in Sola nella trappola
- Chiara Colizzi in Rescue Me
- Cristina Boraschi in Three Way
- Cinzia Massironi in Delirious - Tutto è possibile
- Laura Marchianò in Ugly Betty
- Daniela Abbruzzese in Across the Line
- Laura Romano in Killer Joe
- Monica Ward in Giù le mani dalle nostre figlie
- Alessandra Korompay in Borderlands
- Irene Di Valmo in Brooklyn Nine-Nine

Da doppiatrice è sostituita da:
- Olivia Manescalchi in Tripping the Rift (st. 1)
- Lorella De Luca in Tripping the Rift (st. 2-3)
- Maddalena Vadacca in The Batman
- Renata Bertolas in Doom: The Dark Ages [2]